# Municipio de Little Elk
El municipio de Little Elk (en inglés: Little Elk Township) es un municipio ubicado en el condado de Todd en el estado estadounidense de Minnesota. En el año 2010 tenía una población de 285 habitantes y una densidad poblacional de 3,06 personas por km².

## Geografía
El municipio de Little Elk se encuentra ubicado en las coordenadas 46°3′53″N 94°42′00″O / 46.06472, -94.70000. Según la Oficina del Censo de los Estados Unidos, el municipio tiene una superficie total de 93.08 km², de la cual 90,19 km² corresponden a tierra firme y (3,11 %) 2,89 km² es agua.

## Demografía
Según el censo de 2010, había 285 personas residiendo en el municipio de Little Elk. La densidad de población era de 3,06 hab./km². De los 285 habitantes, el municipio de Little Elk estaba compuesto por el 98,95 % blancos, el 0,35 % eran de otras razas y el 0,7 % eran de una mezcla de razas. Del total de la población el 0,35 % eran hispanos o latinos de cualquier raza.